# 疏毛海桐叶白英
疏毛海桐叶白英（学名：Solanum pittosporifolium var. pilosum）为茄科茄属下的一个变种。

## 扩展阅读
- 維基物種上的相關：疏毛海桐叶白英